# C'est pour vous que je chante
 (septembre 2012).
Si vous disposez d'ouvrages ou d'articles de référence ou si vous connaissez des sites web de qualité traitant du thème abordé ici, merci de compléter l'article en donnant les références utiles à sa vérifiabilité et en les liant à la section « Notes et références ».
Singles de Claude François
Rubis
(1978) Même si tu revenais (remix 90's)
(1989)
C'est pour vous que je chante est une chanson française enregistrée en 1974 par Claude François.
Elle devait figurer sur un album Spécial Noël dont la sortie fut annulée.  
Cette adaptation de la chanson populaire À la claire fontaine fit l'objet  d'un single posthume, paru en 1979.
Le titre est repris dans la comédie musicale Belles belles belles. Rendant hommage aux titres de Claude François, elle est créée en 2003 par des collaborateurs du chanteur tels Daniel Moyne, Jean-Pierre Bourtayre et Gérard Louvin.